# Galium sorgerae
Galium sorgerae är en måreväxtart som beskrevs av Friedrich Ehrendorfer och Schönb.-tem.. Galium sorgerae ingår i släktet måror, och familjen måreväxter. Inga underarter finns listade i Catalogue of Life.